# Gu Bon-gil
Gu Bon-Gil –en hangul, 구본길– (Seül, 27 d'abril de 1989) és un esportista sud-coreà que competeix en esgrima, especialista en la modalitat de sabre.
Va participar en tres Jocs Olímpics d'Estiu entre els anys 2012 i 2020, i hi va obtenir dues medalles, or a Londres 2012 i or a Tòquio 2020.
Va guanyar deu medalles (2 d'or) en el Campionat del Món d'esgrima entre els anys 2011 i 2023 i vint medalles (setze d'or) en els Campionats d'Àsia entre els anys 2010 i 2023.

## Palmarès internacional
| Jocs Olímpics     | Jocs Olímpics          | Jocs Olímpics | Jocs Olímpics    |
| Any               | Lloc                   | Medalla       | Prova            |
| ----------------- | ---------------------- | ------------- | ---------------- |
| 2012              | Londres ( Regne Unit)  | 1             | Sabre per equips |
| 2020              | Tòquio ( Japó)         | 1             | Sabre per equips |
| Campionat del món |                        |               |                  |
| Any               | Lloc                   | Medalla       | Prova            |
| 2011              | Catania ( Itàlia)      | 3             | Sabre individual |
| 2013              | Budapest ( Hongria)    | 3             | Sabre per equips |
| 2014              | Kazán ( Rússia)        | 2             | Sabre individual |
| 2014              | Kazán ( Rússia)        | 2             | Sabre per equips |
| 2017              | Leipzig ( Alemanya)    | 1             | Sabre per equips |
| 2017              | Leipzig ( Alemanya)    | 2             | Sabre individual |
| 2018              | Wuxi ( Xina)           | 1             | Sabre per equips |
| 2019              | Budapest ( Hongria)    | 1             | Sabre per equips |
| 2022              | El Caire ( Egipte)     | 1             | Sabre per equips |
| 2023              | Milà ( Itàlia)         | 2             | Sabre per equips |
| Campionat d'Àsia  |                        |               |                  |
| Any               | Lloc                   | Medalla       | Prova            |
| 2010              | Seül ( Corea del Sud)  | 1             | Sabre individual |
| 2010              | Seül ( Corea del Sud)  | 2             | Sabre per equips |
| 2011              | Seül ( Corea del Sud)  | 2             | Sabre individual |
| 2011              | Seül ( Corea del Sud)  | 1             | Sabre per equips |
| 2012              | Wakayama ( Japó)       | 1             | Sabre individual |
| 2013              | Shanghai ( Xina)       | 1             | Sabre individual |
| 2013              | Shanghai ( Xina)       | 1             | Sabre per equips |
| 2014              | Suwon ( Corea del Sud) | 1             | Sabre individual |
| 2014              | Suwon ( Corea del Sud) | 1             | Sabre per equips |
| 2015              | Singapur               | 2             | Sabre individual |
| 2015              | Singapur               | 1             | Sabre per equips |
| 2016              | Wuxi ( Xina)           | 1             | Sabre per equips |
| 2017              | Hong Kong              | 1             | Sabre individual |
| 2017              | Hong Kong              | 1             | Sabre per equips |
| 2018              | Bangkok ( Tailàndia)   | 1             | Sabre individual |
| 2018              | Bangkok ( Tailàndia)   | 3             | Sabre per equips |
| 2019              | Tòquio ( Japó)         | 1             | Sabre individual |
| 2022              | Seül ( Corea del Sud)  | 1             | Sabre individual |
| 2022              | Seül ( Corea del Sud)  | 1             | Sabre per equips |
| 2023              | Wuxi ( Xina)           | 1             | Sabre per equips |